# Centropyge potteri
Centropyge potteri es una especie de pez ángel marino de la familia Pomacanthidae. Están distribuidos en el Océano Pacífico centro oriental y las islas de Hawái

## Características
Su longitud máxima es de 10 centímetros, se encuentran junto a los arrecifes de coral en una profundidad que va de los 5 a los 138 metros, se alimenta de algas. El color anaranjado brillante sobre el lomo, tiene rayas negras verticales y azuladas. Habita en los arrecifes de coral y se alimentan de algas y detritos. Su cuerpo es aplanado. 